# Ischyrocerus pelagops
Ischyrocerus pelagops är en kräftdjursart som beskrevs av J. L. Barnard 1962. Ischyrocerus pelagops ingår i släktet Ischyrocerus och familjen Ischyroceridae. Inga underarter finns listade i Catalogue of Life.